# Středisko řízení letů Roskosmosu
Středisko řízení letů (CUP, rusky Центр управления полётами) Roskosmosu je významnou složkou Centrálního vědeckovýzkumného institutu strojírenství (FGUP CNIImaš). Sídlí v Koroljovu v Moskevské oblasti.
CUP zabezpečuje praktické řízení letů kosmických stanic, lodí, družic a sond. Současně rozpracovává metody a prostředky řešení úkolů v oblasti řízení, balistiky a navigace kosmických letů, zabývá se také expertizou kosmických projektů v oblasti svého oboru činnosti. V současnosti především řídí činnost ruského segmentu Mezinárodní vesmírné stanice (ISS).

## Historie
Roku 1960 bylo založeno Výpočetní středisko ve Vědeckovýzkumném institutu č. 88 (NII 88; nyní Centrální vědeckovýzkumný institut strojírenství Roskosmosu). Výpočetní středisko se společně s balistickým oddělením NII 88 stalo balistickým centrem odvětví (BC-2; BC-1 fungovalo na ministerstvu obrany, BC-3 v Akademii věd). BC-2 se od roku 1963 účastnilo řízení kosmických letů.
Roku 1965 proběhla reorganizace Výpočetního střediska na Koordinačně-výpočetní středisko (KVC) jehož činnost zahrnovala informační zabezpečení činnosti státních komisí, získávání a zpracování informací při zkouškách pilotovaných lodí i stanic a družic. KVC řídilo vesmírné sondy programů Veněra, Mars a družice programů Meteor, Proton, AUOS a dalších, plnilo funkce záložního BC pro pilotované programy Sojuz a Saljut.
Na základě KVC bylo roku 1973 vytvořeno sovětské Středisko řízení letů (CUP, Центр управления полётами) s novým komplexem technických prostředků, určené pro zabezpečení společného (sovětsko-amerického) programu Sojuz-Apollo. Specialisté sovětského i amerického střediska měli mnoho práce při sjednocování a odsouhlasování terminologie, modelů pohybu kosmických lodí, technické dokumentace i organizace společné práce obou středisek řízení letů. Středisko zabezpečovalo řízení modernizovaných lodí Sojuz v bezpilotní i pilotované variantě.
Od roku 1977 CUP převzalo řízení letů všech sovětských kosmických lodí, orbitálních stanic i vesmírných sond. Proběhla modernizace technických prostředků pro zabezpečení dlouhodobých letů orbitálních stanic.
V letech 1977–1982 CUP řídil let stanice Saljut 6. Na stanici pobývalo 27 lidí, včetně osmi zahraničních kosmonautů. Se stanicí se spojilo 31 kosmických lodí, z toho 16 pilotovaných.
V letech 1978–1988 středisko zabezpečovalo řízení letů vesmírných sond k Venuši (program Veněra, roku 1978, 1981, a 1983), k Venuši a Halleyově kometě (program Vega v letech 1984–1986), k Marsu a Phobosu (program Fobos, v letech 1988–1989).
V letech 1982–1991 CUP řídil let stanice Saljut 7. Stanici navštívilo 21 lidí, z toho dva zahraniční kosmonauti. Se stanicí se spojilo 24 kosmických lodí, z toho 9 pilotovaných.
V letech 1986–2001 CUP řídil let stanice Mir. Stanici navštívilo 104 lidí, z toho 62 zahraničních kosmonautů. Se stanicí se spojilo 109 kosmických lodí, z toho 39 pilotovaných (včetně devíti návštěv amerických raketoplánů).
Roku 1987 byly v CUPu vytvořeny prostředky k zabezpečení řízení univerzálního raketově-kosmického dopravního systému (URKTS) Eněrgija-Buran, včetně postavení druhého hlavního řídícího sálu, nyní využívaného v programu Mezinárodní vesmírné stanice. První start rakety Eněrgija proběhl roku 1987, let raketoplánu Buran roku 1988.

## Současné úkoly
Roku 1991 bylo CUPu uloženo modelování systémů pro řešení úkolů kosmického i jiných odvětví hospodářství.
Od roku 1998 je hlavním úkolem CUPu řízení letu ruského segmentu Mezinárodní vesmírné stanice. Stanice je trvale obydlena od roku 2000. Ve středisku je též umístěna skupina amerických specialistů schopných v případě potřeby převzít řízení amerického segmentu stanice, analogicky v Houstonu pracují ruští pracovníci CUPu.
Roku 1999 vznikl sektor řízení kosmických družic. Od toho roku CUP řídil družice dálkového průzkumu Země řady Okean (rusko-ukrajinský program) a některé další (Meteor-3M, Foton, Sič 1M, Resurs DK, Koronas-Foton). Středisko se též podílí na programu Sea Launch.